# Alma Redemptoris Mater

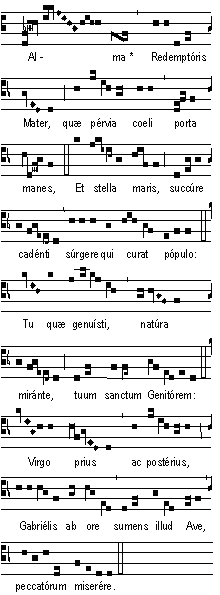

Alma Redemptoris Mater är en katolsk bön ägnad Jungfru Maria. Bönen är en av fyra Maria-antifoner; de andra är Ave Regina Caelorum, Regina Caeli och Salve Regina.
Den här antifonen tillskrivs Hermann av Reichenau.

## Svensk text
Frälsarens moder, du ljuva, som är och städse förbliver
himmelens härliga port och havets strålande stjärna,
uppres de arma som fallit, från svaghet hjälp oss till seger!
Du som till skapelsens häpnad i tiden din Skapare födde,
renaste jungfru dock var och förblev,
  medan undret dig skedde,
såsom dig Gabriel sagt med sitt frälsningsbådande Ave.
Heliga jungfru och moder, o bed för oss syndare. Amen.

## Latinsk text
Alma Redemptoris Mater, quae pervia caeli
  porta manes, et stella maris, succurre cadenti,
surgere qui curat, populo: tu quae genuisti,
  natura mirante, tuum sanctum Genitorem,
Virgo prius ac posterius, Gabrielis ab ore
  sumens illud Ave, peccatorum miserere.